# Каменка Борис Абрамович
Борис Абрамович Каменка (нар. 9 січня 1855, Київ — до 2 квітня 1942) — купець 1-ї гільдії, банкір, комерції радник (1901). Один із найбагатших людей Росії початку XX століття.

## Біографія
Про ранні роки мало відомо. Він народився в єврейській сім'ї, працював на різних підприємствах півдня Росії. Потім його справи різко пішли вгору і незабаром він став головою правління Азовсько-донського банку (1910—1917).
Голова правлінь: Товариства об'єднаних цементних заводів, Російського товариства вивізної торгівлі.
Член правлінь: Товариства Токмацької залізниці, Товариства кісткообпалювальних заводів, страхового товариства «Росія», Російського товариства «Сіменс-Шуккерт», Таганрозького металургійного товариства, Товариства цементних заводів «Цеп».
Член рад: Паризького банку для північних країн (з 1912), З'їздів представників промисловості та торгівлі. Член господарського правління Петербурзької синагоги та правління Єврейського колонізаційного товариства. Радник Тимчасового уряду із фінансових питань.
Брав активну участь у житті єврейського населення імперії — був головою єврейської громади в Ростові-на-Дону, членом господарського управління громади в Петербурзі, займався благодійною діяльністю з поліпшення життя євреїв. Грав помітну роль у громадській сфері — через свого племінника, члена ради Азовсько-донського банку — А. І. Каменку, що був членом ЦК кадетської партії, підтримував діяльність партії «Народної свободи» та її органу — газети «Речь». Був гласним Ростовської міської думи, старшиною біржового комітету, головою Єврейської громади, директором Ростовського відділення Імператорського музичного товариства.
У 1920 році відхилив пропозицію П. М. Врангеля обійняти посаду міністра фінансів в уряді Криму. Після 1920 року емігрував, брав участь у створенні Російського торгово-промислового союзу, заснованого в Парижі в 1921 російськими підприємцями.
У травні 1921 виступив з доповіддю на з'їзді Представників російської промисловості в Парижі. У Парижі працював адміністратором в Banque des Pays du Nord. Голова Російського страхового товариства в Парижі (1923).

## Сім'я
- Був одружений з Анастасією Яківною Фельдман.
- Діти: Олександр (нар. 1888), Михайло (нар. 1889), Георгій (нар. 1893), Іполіт (нар. 1897), Дар'я-Віталія.
- Брат — потомствений почесний громадянин, московський купець першої гільдії Ісаак Абрамович Каменка (1842-?).